# Daniel Mendelsohn

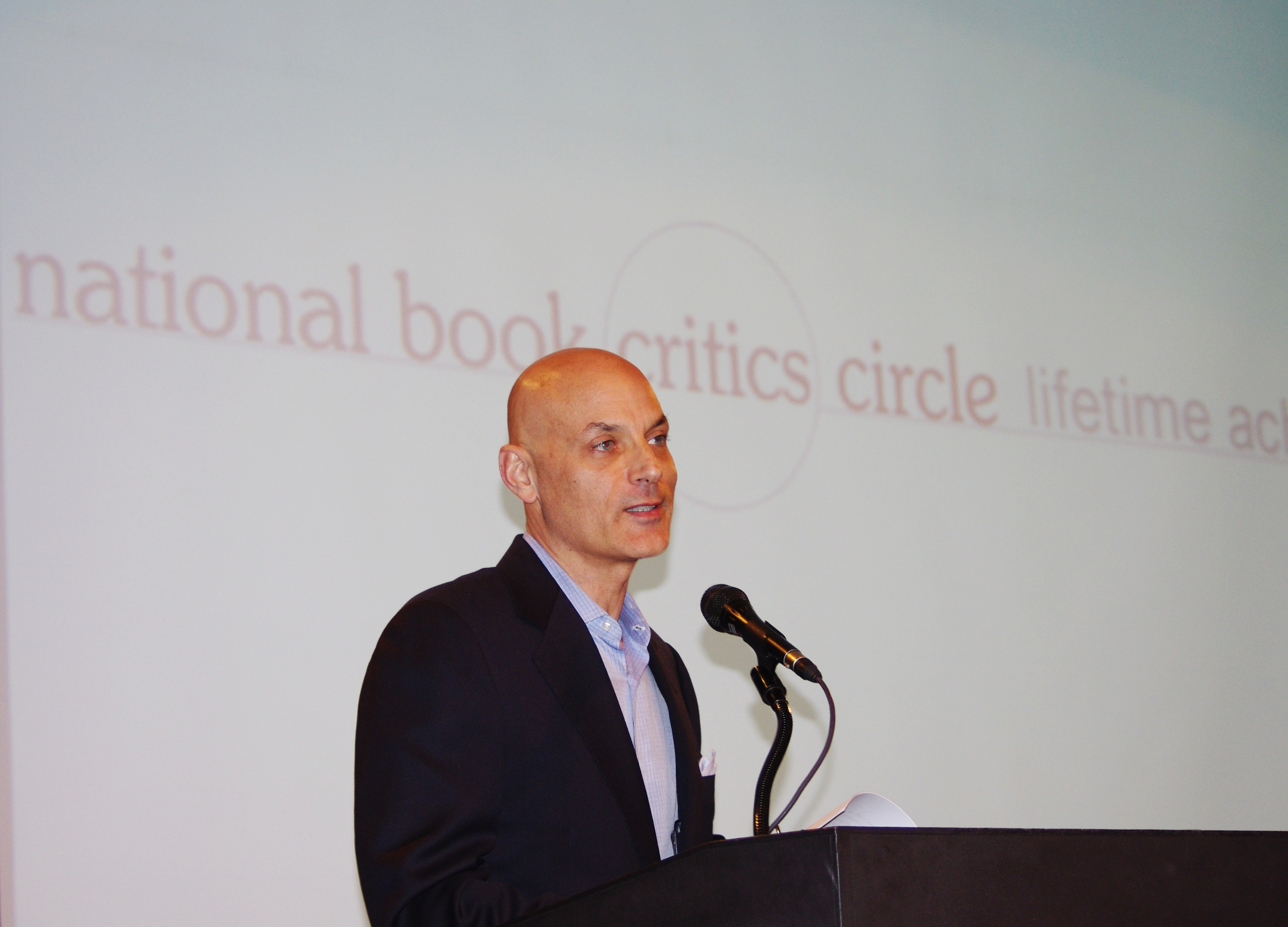
Daniel Mendelsohn

Daniel Mendelsohn (* 16. April 1960 auf Long Island, New York) ist ein US-amerikanischer Journalist, Übersetzer und Buchautor.
Mendelsohn hat an der University of Virginia und der Princeton University Klassische Philologie studiert und wurde 1994 promoviert. Als Kritiker arbeitete er u. a. für The New York Review of Books, das New York Magazine, beim The New Yorker und der The New York Times.
Sein erstes Buch erschien 1999 mit dem Titel The Elusive Embrace. Er hat die Gedichte von Konstantinos Kavafis ins Englische übersetzt. Mendelsohn lebt offen homosexuell.

## Preise und Auszeichnungen
Mendelsohns Bücher wurden mit zahlreichen Preisen ausgezeichnet, darunter dem Duff Cooper Prize, dem Prix Médicis, dem Prix du Meilleur livre étranger in der Kategorie Essay (für Three rings: a tale of exile, narrative and fate in französischer Übersetzung, 2020) und 2000, 2006 und 2012 mit dem National Book Critics Circle Award. 2022 erhielt er den Premio Malaparte.
2006 wurde er in die American Philosophical Society und 2012 in die American Academy of Arts and Sciences gewählt.

## Werke
- The Elusive Embrace: Desire and the Riddle of Identity, Knopf, New York 1999.
  - Flüchtige Umarmung. Aus dem Englischen von Elke Schönfeld, Siedler, München 2021, ISBN 978-3-8275-0065-6.
- Gender and the City in Euripides’ Political Plays, 2002, Oxford University Press.
- How Beautiful It Is And How Easily It Can Be Broken. Essays. New York: Harper
- The Lost: A Search for Six of Six Million, 2006. ISBN 0-06-054299-3. (Englisch; auch franz.: Les Disparus, bei Flammarion, 2007) ausgezeichnet mit dem Prix Médicis étranger
  - Die Verlorenen. Eine Suche nach sechs von sechs Millionen. Übers. von Eike Schönfeld. Kiepenheuer & Witsch, Köln 2010. ISBN 978-3-462-04182-8.
- An Odyssey: A Father, A Son, and an Epic, Knopf, New York 2017. ISBN 0-385-35059-7.
  - Eine Odyssee: Mein Vater, ein Epos und ich. Übers. von Matthias Fienbork. Siedler, München 2019. ISBN 978-3-8275-0063-2.

Übersetzungen
- C.P. Cavafy. Collected poems
- C.P. Cavafy: The Unfinished Poems. Vintage Books 2012.